# زغبة مسطحة الرأس
زغبة مسطحة الرأس (الاسم العلمي: Graphiurus platyops) (بالإنجليزية: Flat-headed African Dormouse)‏ هو نوع من الثدييات يتبع جنس الزغبة الأفريقية من فصيلة الزغبات.